# William Edmondson

George Roy Hill und William R. Edmondson, ca. 1970

William R. Edmondson (* 4. Juli 1923; † 18. April 1998 in Portland, Oregon) war ein Tonmeister.

## Leben
Edmondson begann seine Karriere Anfang der 1930er Jahre und hatte sein Spielfilmdebüt 1931 mit dem für den Oscar nominierten Abenteuerfilm Trader Horn. In den frühen Jahren seiner Karriere arbeitete er zumeist als Tonassistent an der Tonangel; bis Ende der 1950er Jahre wurde er meist nicht im Abspann der Filme genannt. Während sein Arbeitsschwerpunkt der Film war, arbeitete er auch gelegentlich für das Fernsehen, unter anderem an der Fernsehserie Twilight Zone. Für sein Wirken an der Kindersendung NBC Special Treat war er 1976 für den Daytime Emmy nominiert.
1970 war er für Zwei Banditen gemeinsam mit David Dockendorf für den Oscar in der Kategorie Bester Ton nominiert, der Preis ging in diesem Jahr jedoch an Gene Kellys Musical Hello, Dolly!. Im darauf folgenden Jahr konnte Edmondson gemeinsam mit Dockendorf und Don Hall den BAFTA Film Award in der Kategorie Bester Ton für Zwei Banditen gewinnen.
Edmondson zog sich 1979 aus dem Filmgeschäft zurück. Er starb 1998 im Alter von 91 Jahren in Portland, Oregon.

## Filmografie (Auswahl)
- 1931: Trader Horn
- 1934: Das leuchtende Ziel (One Night of Love)
- 1939: Der Zauberer von Oz (The Wizard of Oz)
- 1939: Dünner Mann, 3. Fall (Another Thin Man)
- 1941: Der Schatten des dünnen Mannes (Shadow of the Thin Man)
- 1944: Kleines Mädchen, großes Herz (National Velvet)
- 1945: Das Bildnis des Dorian Gray (The Picture of Dorian Gray)
- 1947: Killer McCoy
- 1952: Du sollst mein Glücksstern sein (Singin’ in the Rain)
- 1969: Zwei Banditen (Butch Cassidy and the Sundance Kid)
- 1971: Fluchtpunkt San Francisco (Vanishing Point)
- 1973: Harley Davidson 344 (Electra Glide in Blue)

## Auszeichnungen (Auswahl)
- 1970: Oscar-Nominierung in der Kategorie Bester Ton für Butch Cassidy und Sundance Kid
- 1971: BAFTA-Film-Award-Nominierung in der Kategorie Bester Ton für Butch Cassidy und Sundance Kid